# Contea di Worth (Missouri)
La contea di Worth in inglese Worth County è una contea dello Stato del Missouri, negli Stati Uniti. La popolazione al censimento del 2000 era di 2 382 abitanti. Il capoluogo di contea è Grant City